# 虞娄靺鞨
虞娄靺鞨，即虞娄部，一说“虞娄”即“挹娄”转音。是唐朝时期黑水靺鞨十六部中的一部。
其族源悠远，源于东汉到两晋时之挹娄，该部落位于渤海国与黑水部之间，在今黑龙江省依兰县至富锦县一段的松花江流域。一说在乌苏里江左右，大体在今兴凯湖以东至日本海之地，在今俄罗斯滨海边疆区东北捷尔内伊至奥耳加一带。虞娄部首领与唐朝有往来关系。唐太宗贞观年间曾两次向唐朝入贡，开元十四年（726年）属黑水都督府。唐德宗贞元十八年（802年）曾遣使朝贡。渤海王大武艺时，役属渤海，渤海宣王大仁秀时，开大境宇，虞娄部被渤海国征服，并以其地置定理府和安边府。其民被大祚荣内迁。辽朝为“五国部”之一。